# Калиев супероксид
Калиевият супероксид е неорганично съединение с формула KO2. Това е жълто, парамагнитно, твърдо вещество, което се разлага във влажен въздух. Това е рядък пример за стабилен супероксид.

## Производство
Калиевият супероксид се получава чрез изгаряне на разтопен калий в атмосфера на кислород при високо налягане:
{\displaystyle {\ce {K + O2 -> KO2}}}
Солта се състои от калиеви (К+) и супероксидни (O−
2) йони, свързани чрез йонна връзка. Връзката между кислородните атоми е 1.28 Å.

## Свойства
Заради супероксидните (O−
2) йони, веществото проявява парамагнитни свойства. При хидролизата му се образуват кислород, водороден пероксид и калиев хидроксид:
{\displaystyle {\ce {2KO2 + 2H2O -> 2 KOH + H2O2 + O2}}}
Калиевият супероксид е силен окислител, способен да превръща оксидите в пероксиди или молекулен кислород.

## Приложение
Калиевият супероксид намира приложение като лабораторен реагент. Тъй като реагира с вода, KO2 се съхранява и изследва в органични разтворители. Тъй като солта е слабо разтворима в неполярни разтворители, обикновено се използват краун етери.